# سید محمد واعظ موسوی
سید محمد واعظ موسوی (زاده ۱۳۴۳ در شبستر)، مدرسِ سطح عالی
و درس خارج
فقه، خارج اصول و تفسیر
در حوزه علمیه قم و نماینده سابق مردم آذربایجان شرقی
در مجلس خبرگان رهبری
بود.
وی در مجلس خبرگان رهبری نایب رئیس کمیسیون سیاسی-اجتماعی
و عضو کمیسیون پاسداری از ولایت فقیه
بوده،  و در انجمن علمی ارتباطات و تبلیغ حوزه های علمیه رئیس دوره های اول تا سوم بوده است. 

## تولد
سیدمحمد واعظ موسوی فرزند سیداحمد واعظ موسوی، سال ۱۳۴۳ در خانواده ای روحانی در روستای قره تپه از بخش تسوج در منطقه شبستر به دنیا آمد.
وی دوران نوجوانی را در روستای محل تولدش گذراند و موفق به کسب دیپلم تجربی گردید. پس از آن به تحصیل در دانشگاه تبریز پرداخت و پس از مدتی برای فراگیری علوم اسلامی راهی قم شد.

## تحصیلات حوزوی
واعظ موسوی تحصیلات حوزوی خود را در سال ۱۳۶۵ در مدرسه علمیه عترت آل محمد آغاز کرد و دوره ۱۰ ساله سطح را در مدت ۴ سال به پایان رساند. مهم‌ترین استادان وی در این دوره آدینه وند، مدرس، فشارکی، وجدانی فخر، اعتمادی، پایانی و ستوده بودند.
وی در سال ۱۳۶۹ دروس خارج فقه و اصول را آغاز نمود و عمده مباحث فقهی را نزد تبریزی و مباحث اصولی را در نزد وحید خراسانی فراگرفت؛ و از کلاس‌های بهجت، فاضل لنکرانی، شبیری زنجانی و مکارم شیرازی بهره گرفت و در مباحث فلسفی و اسفار از انصاری شیرازی استفاده نمود.

## تدریس
واعظ موسوی از سال دومِ طلبگی به عنوان مدرس در مدرسه محل تحصیل خود و پس از مدتی در حوزه‌های علمیه مختلف از جمله مدرسه عترت آل محمد، مدرسه معصومیه قم و مدرسه امام خمینی شهر گرگان اشتغال داشت. وی از سال ۱۳۷۶ تاکنون در مقطع سطح عالی حوزه علمیه، در مدارس امام خمینی، فیضیه، دارالشفاء، و گلپایگانی به تدریس اصول (رسائل و کفایه) و فقه (مکاسب) اشتغال داشته‌است و از سال ۱۳۹۰ به تدریس درس خارج مشغول شده، که روزانه حدود ۸۰۰ نفر از طلاب در درس‌های مختلف وی حاضر می‌شوند.

## کتاب‌ها و آثار علمی
وی آثاری علمی در زمینه‌های مختلف به رشته تحریر درآورده یا در دست تدوین دارد، که از جمله آن‌ها می‌توان به موارد زیر اشاره کرد:
۱- الفوائدالادبیه (دوره فشرده و کامل ادبیات عرب)
۲- حج در آئینه قرآن (تفسیر آیات الحج)
۳- نردبان اخلاق و ایمان (تفسیر سوره لقمان)
۴- تقریرات خارج اصول و تقریرات خارج فقه

## حضور در جبهه و فعالیتهای تبلیغی
واعظ موسوی در دوران جنگ ایران و عراق ۸ بار به عنوان بسیجی به مناطق جنگی اعزام شده و در واحدهای مختلف مانند زرهی، توپخانه، تعاون و بهداری، به جنگ با دشمن بعثی پرداخته است. وی در موقعیت‌های مختلف جهت تبلیغ مکتب تشیع و ترویج آرمان‌های انقلاب اسلامی، در مناطق مختلف کشور حضور یافته و به عنوان روحانی کاروان حج نیز به حاجیان خدمت می‌کند.

## حضور درمجلس خبرگان رهبری
واعظ موسوی در آذرماه سال ۱۳۸۵ از سوی مردم استان آذربایجان شرقی به عنوان نماینده دوره چهارم مجلس خبرگان رهبری انتخاب شده، و با آغاز به کار این دوره از مجلس بطور فعال در جلسات آن شرکت نموده است. وی در کمیسیون «سیاسی- اجتماعی» نایب رئیس بوده و در کمیسیون «حراست و پاسداری از ولایت فقیه» عضویت دارد.
وی در اجلاسیه‌های عمومی مجلس خبرگان تحت عناوین مختلفی همچون «ولایت فقیه»، «مسائل فرهنگی جامعه»، «بحران دریاچه ارومیه»، «کنترل جمعیت»، «زلزله آذربایجان» و… به ارائه نظر پرداخته است.
وی در جریان زلزله آذربایجان فعالیت داشته و با مردم زلزله زده از نزدیک دیدار کرده‌است و سالانه قریب به ۲ ماه را در بخش‌های مختلف آذربایجان شرقی سپری می‌کند.
در انتخابات میان دوره ای پنجمین دوره مجلس خبرگان رهبری وی به عنوان کاندیدای استان تهران به رقابت پرداخت.

## فعالیت‌های حوزوی و اجتماعی
واعظ موسوی در مجموعه‌های مختلف حوزوی حضور دارد. از این جمله می‌توان به موارد زیر اشاره کرد:
- رئیس انجمن علمی ارتباطات و تبلیغ حوزه علمیه قم
- عضو هیئت رئیسه انجمن علمی اصول فقه
- عضو مجمع عمومی جامعه مدرسین
- مجمع نخبگان تبلیغی دفتر تبلیغات اسلامی
- مجمع عالی استادان علم اصول
- مجمع عالی تفسیر قرآن کریم
- هیئت امنای انجمن فقه رسانه
- هیئت مؤسس دارالقرآن حسنین (ع) قم[۱۵]

## نظرات و موضع گیری‌ها
وی در رابطه با ایجاد محدودیت در دسترسی به شبکه‌های ارتباطی جدید گفته است: "نمی‌توانیم با ایجاد محدودیت تنها، بدون ارائه راهکار مناسب و آموزش دادن راه‌های استفاده و بهره‌برداری بهینه، خود را در مقابل پیشرفت قرار دهیم، چراکه چنین عملکردی، جز واماندگی، وادادگی و عقب افتادگی، نتیجه دیگری نخواهد داد."